# Surintendant de l'académie militaire de West Point

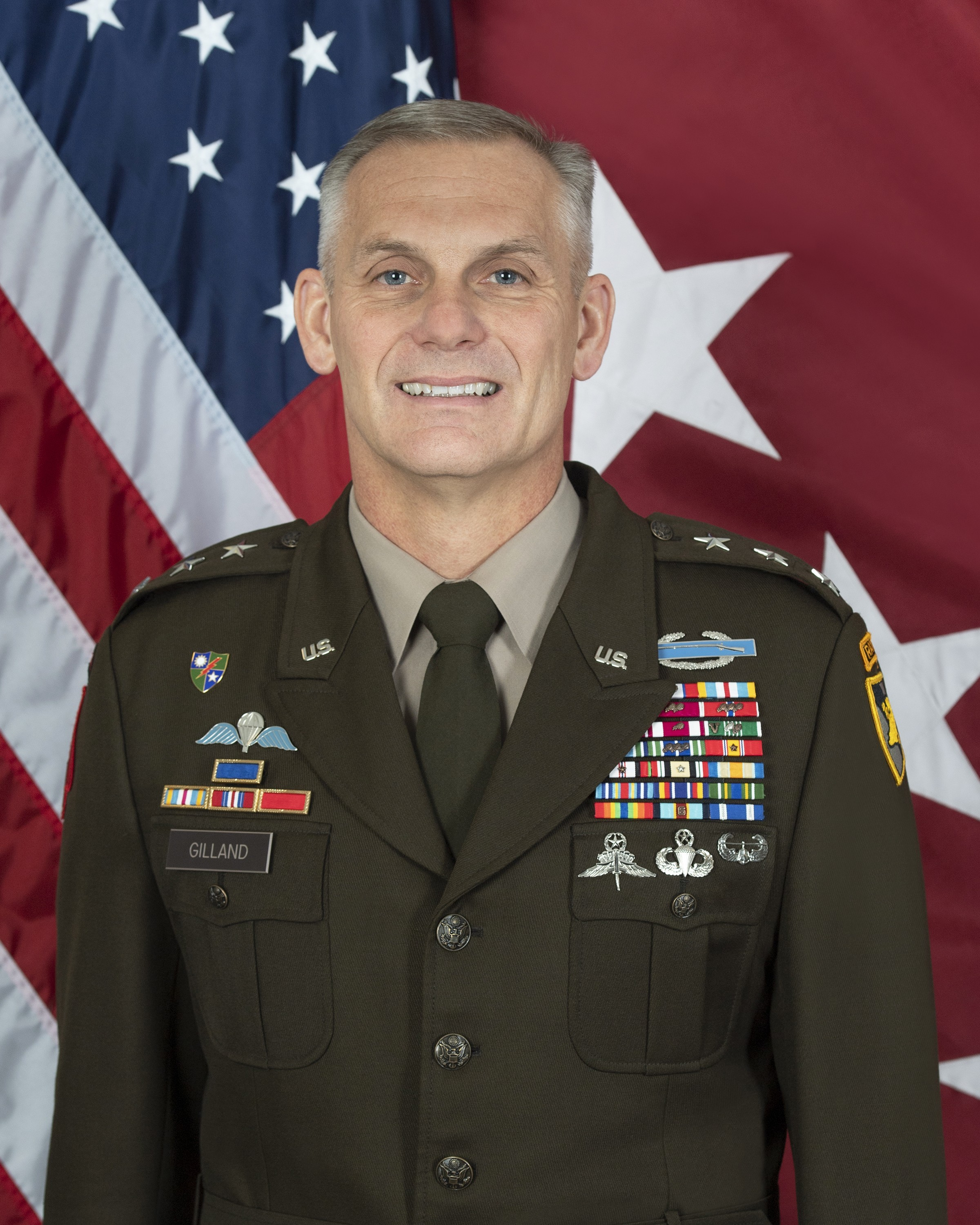
, surintendant de l'académie militaire de West Point depuis 2022.

Le surintendant de l'académie militaire de West Point est le nom donné au commandant de cette académie, une académie militaire de l'Armée américaine et une des écoles militaires les plus prestigieuses aux États-Unis. Ce poste équivaut à celui de président d'une université civile américaine.
Le poste est souvent un « tremplin » vers une responsabilité de plus grande importance dans l'armée. Ainsi Quatre surintendants sont devenus Chef d'état-major de l'armée américaine : Hugh L. Scott, Douglas MacArthur, Maxwell Davenport Taylor et William Westmoreland, tandis que Robert Lee est devenu général en chef de l'armée des États confédérés.
Beaucoup de surintendants devinrent plus tard des généraux commandants, comme Joseph Gardner Swift (en), mais le poste est désormais une affectation finale dans l'armée avec la condition d'un départ à la retraite à la fin de leur mandat, afin de garantir l'indépendance des surintendants. L'officier nommé est aussi traditionnellement diplômé de l'Académie.
Depuis 2022, le poste est occupé par Steven W. Gilland (en).

## Liste des surintendants
|           | Portrait | Année de promotion | Nom                                  | Prise de fonction | Fin de fonction | Commentaires | Références |
| --------- | -------- | ------------------ | ------------------------------------ | ----------------- | --------------- | --- | ---------- |
| 1         |          | —                  | Jonathan Williams                    | Décembre 1801     | Juin 1803       | Colonel; abandonne en juin 1803 son poste de surintendant (sans démissionner), puis revient en avril 1805; élu en 1815 au 14e congrès des États-Unis | [ 1 ]      |
| (intérim) |          | —                  | Decius Wadsworth                     | 1803              | 1805            | Colonel; inventeur du chiffre de Wadsworth | [ 2 ]      |
| 2         |          | —                  | Jonathan Williams                    | Avril 1805        | 1812            | Colonel; abandonne en juin 1803 son poste de surintendant (sans démissionner), puis revient en avril 1805; élu en 1815 au 14e congrès des États-Unis | [ 1 ]      |
| 3         |          | 1802               | Joseph Gardner Swift                 | 1812              | 1814            | Brigadier général; premier diplômé de l'académie, chef du génie de l'United States Army (1812-1818) | [ 3 ]      |
| 4         |          | 1806               | Alden Partridge                      | 1814              | 1817            | Captain; surintendant par intérim; traduit en cour martiale pour avoir refusé de céder le commandement de l'académie à la nomination de Thayer; il est condamné à la dégradation militaire en novembre 1817 puis démissionne de l'armée en avril 1818 | [ 4 ]      |
| 5         |          | 1808               | Sylvanus Thayer                      | 1817              | 1833            | Brigadier général; « Père de West Point », créateur de la méthode Thayer | [ 5 ]      |
| 6         |          | 1812               | René Edward De Russy                 | 1833              | 1838            | Brigadier général; ingénieur militaire, vétéran de la guerre de Sécession | [ 6 ]      |
| 7         |          | 1818               | Richard Delafield                    | 1838              | 1845            | Major général; vétéran de la guerre de Sécession, chef du génie de l'United States Army (1864-1866); 7e, 11e et 13e surintendant de l'académie | [ 3 ]      |
| 8         |          | 1819               | Henry Brewerton                      | 1845              | 1852            | Brigadier général; ingénieur militaire, vétéran de la guerre de Sécession | [ 7 ]      |
| 9         |          | 1829               | Robert E. Lee                        | 1852              | 1855            | Colonel (USA), Général (CSA); général en chef de l'armée confédérée, commandant de l'armée de Virginie du Nord, signataire de la reddition d'Appomattox, président de l'université Washington et Lee (1865-1870) | [ 8 ]      |
| 10        |          | 1833               | John Gross Barnard                   | 1855              | 1856            | Major général; ingénieur militaire, vétéran de la guerre de Sécession |            |
| 11        |          | 1818               | Richard Delafield                    | 1856              | 1861            | Major général; vétéran de la guerre de Sécession, chef du génie de l'United States Army (1864-1866); 7e, 11e et 13e surintendant de l'académie | [ 3 ]      |
| 12        |          | 1838               | Pierre Gustave Toutant de Beauregard | 1861              | 1861            | Brevet major (USA), Général (CSA); ingénieur militaire; participe à la bataille de Fort Sumter, qui déclenche la guerre de Sécession | [ 9 ]      |
| 13        |          | 1818               | Richard Delafield                    | 1861              | 1861            | Major général; vétéran de la guerre de Sécession, chef du génie de l'United States Army (1864-1866); 7e, 11e et 13e surintendant de l'académie | [ 3 ]      |
| 14        |          | 1825               | Alexander Hamilton Bowman            | 1861              | 1864            | Lieutenant colonel; ingénieur militaire, vétéran de la guerre de Sécession |            |
| 15        |          | 1841               | Zealous Bates Tower                  | 1864              | 1864            | Major général; ingénieur militaire, vétéran de la guerre de Sécession |            |
| 16        |          | 1833               | George Washington Cullum             | 1864              | 1866            | Brigadier général; ingénieur militaire, vétéran de la guerre de Sécession; auteur du Biographical Register of the Officers and Graduates of the U.S. Military Academy at West Point, N.Y. | [ 10 ]     |
| 17        |          | 1845               | Thomas Gamble Pitcher                | 1866              | 1871            | Brigadier général; vétéran de la guerre américano-mexicaine et de la guerre de Sécession | [ 11 ]     |
| 18        |          | 1854               | Thomas H. Ruger                      | 1871              | 1876            | Major général; ingénieur militaire et avocat, vétéran de la guerre de Sécession,gouverneur militaire de Géorgie (1868) |            |
| 19        |          | 1853               | John McAllister Schofield            | 1876              | 1881            | Lieutenant général; récipiendaire de la Medal of Honor pour sa participation à la bataille de Wilson's Creek; Commanding General of the United States Army (1888-1895) | [ 12 ]     |
| 20        |          | 1854               | Oliver Otis Howard                   | 1881              | 1882            | Major général; fondateur de l'université Howard, vétéran de la guerre des Nez-Percés et de la guerre de Sécession; récipiendaire de la Medal of Honor pour sa participation à la bataille de Seven Pines lors de laquelle il perd son bras droit | [ 13 ]     |
| 21        |          | 1860               | Wesley Merritt                       | 1882              | 1887            | Major général; vétéran de la guerre de Sécession et de la guerre hispano-américaine; 1er gouverneur militaire des Philippines (1898) | [ 14 ]     |
| 22        |          | 1849               | John Parke                           | 1887              | 1889            | Major général; ingénieur militaire, vétéran de la guerre de Sécession |            |
| 23        |          | 1860               | John Moulder Wilson                  | 1889              | 1893            | Brigadier général; chef du génie de l'United States Army (1897-1901), récipiendaire de la Medal of Honor pour sa participation à la bataille de Malvern Hill | [ 3 ]      |
| 24        |          | 1864               | Oswald Herbert Ernst                 | 1893              | 1898            | Major général; ingénieur militaire, vétéran de la guerre de Sécession et de la guerre hispano-américaine |            |
| 25        |          | 1879               | Albert Leopold Mills                 | 1898              | 1906            | Major général; récipiendaire de la Medal of Honor pour avoir continué à diriger ses hommes lors de la bataille de San Juan, malgré une balle reçue à la tête et une cécité temporaire. | [ 15 ]     |
| 26        |          | 1876               | Hugh L. Scott                        | 1906              | 1910            | Major général; chef d'état-major de l'armée de terre (1914-1917), parle couramment de nombreuses langues amérindiennes de l'Ouest | [ 16 ]     |
| 27        |          | 1877               | Thomas Henry Barry                   | 1910              | 1912            | Major général; vétéran des guerres indiennes, de la révolte des Boxeurs et de la guerre américano-philippine |            |
| 28        |          | 1881               | Clarence Page Townsley               | 1912              | 1916            | Major général; commandant de la 30e division d'infanterie (1917) |            |
| 29        |          | 1881               | John Biddle                          | 1916              | 1917            | Major général; ingénieur militaire, vétéran de la Première Guerre mondiale | [ 17 ]     |
| 30        |          | 1869               | Samuel Escue Tillman                 | 1917              | 1919            | Brigadier général; instructeur pendant plus de trente ans à l'académie, auteur de nombreux ouvrages de chimie et de géologie | [ 18 ]     |
| 31        |          | 1903               | Douglas MacArthur                    | 1919              | 1922            | General of the Army (USA), Field Marshal (PA); récipiendaire de la Medal of Honor, chef d'état-major de l'armée de terre (1930-1935), commandant en chef de la South West Pacific Area, commandement suprême des forces alliées durant l'occupation du Japon, petit-fils du 4e gouverneur du Wisconsin Arthur MacArthur Sr., fils du lieutenant général Arthur MacArthur Jr. | ,          |
| 32        |          | 1890               | Fred Winchester Sladen               | 1922              | 1925            | Major général; surintendant du monument national du Fort McHenry (1931-1932) | [ 21 ]     |
| 33        |          | 1896               | Merch Bradt Stewart                  | 1926              | 1927            | Brigadier général; vétéran de la guerre hispano-américaine |            |
| 34        |          | 1891               | Edwin Baruch Winans                  | 1927              | 1928            | Major général; commandant de la 3e armée (1932-1933), commandant de la Division hawaiienne (1928-1930) | [ 22 ]     |
| 35        |          | 1892               | William Ruthven Smith                | 1929              | 1932            | Major général; commandant à deux reprises de la 36e division d'infanterie, notamment durant la Première Guerre mondiale; commandant de la Division hawaiienne (1925-1927) | [ 23 ]     |
| 36        |          | 1897               | William Durward Connor               | 1932              | 1938            | Major général; deux fois récipiendaire de la Silver Star, commandant de l'United States Army War College (1927-1932) |            |
| 37        |          | 1904               | Jay Leland Benedict                  | 1938              | 1940            | Major général; commandant du 12e régiment d'infanterie | [ 24 ]     |
| 38        |          | 1909               | Robert L. Eichelberger               | 1940              | 1942            | Général; participe a l'expédition américaine en Sibérie, dans le cadre de la Guerre civile russe; commandant de la 8e armée (1944-1948) | [ 25 ]     |
| 39        |          | 1905               | Francis Bowditch Wilby               | 1942              | 1945            | Major général |            |
| 40        |          | 1922               | Maxwell Davenport Taylor             | 1945              | 1949            | Général; commandant de la 101e division aéroportée (1944-1945), chef d'état-major de l'armée de terre des États-Unis (1955-1959), chef d'état-major des armées (1962-1964), ambassadeur des États-Unis au Sud Viêt Nam (1964-1965); a développé la formulation du code d'honneur des cadets                                                                                  | [ 26 ]     |
| 41        |          | 1917               | Bryant Edward Moore                  | 1949              | 1951            | Général; commandant de la 8e division d'infanterie (1945), commandant du 9e corps d'armée (1951) jusqu'à sa mort peu après un crash d'hélicoptère durant la guerre de Corée. | [ 27 ]     |
| 42        |          | 1917               | Frederick Augustus Irving            | 1951              | 1954            | Major général; commandant de la 24e division d'infanterie mécanisée (1942-1944) |            |
| 43        |          | 1922               | Blackshear M. Bryan                  | 1954              | 1956            | Lieutenant général; responsable des camps d'internement de prisonniers de guerre aux États-Unis durant la Seconde Guerre mondiale; commandant de la 24e division d'infanterie mécanisée (1951); commandant de la 1re armée (1957-1960) | [ 28 ]     |
| 44        |          | 1927               | Garrison H. Davidson                 | 1956              | 1960            | Lieutenant général; ingénieur militaire durant la Seconde Guerre mondiale et la guerre de Corée; aide à construire le Pentagone |            |
| 45        |          | 1936               | William Westmoreland                 | 1960              | 1963            | Général; récipiendaire de la Distinguished Eagle Scout Award, commandant de la 101e division aéroportée (1958-1960), commandant en chef du Military Assistance Command, Vietnam (1964-1968), chef d'état-major de l'armée de terre des États-Unis (1968-1972) |            |
| 46        |          | 1936               | James Benjamin Lampert               | 1963              | 1966            | Lieutenant général; ingénieur militaire durant la Seconde Guerre mondiale, haut-commissaire de l'Administration civile américaine des îles Ryūkyū (1968-1972), commandant en second du Général Groves dans le cadre du Projet Manhattan | [ 29 ]     |
| 47        |          | 1940               | Donald V. Bennett                    | 1966              | 1969            | Général; directeur de la DIA (1969-1972), commandant de l'United States Army Pacific (1973-1974) | [ 30 ]     |
| 48        |          | 1942               | Samuel William Koster                | 1969              | 1970            | Major général, rétrogradé à Brigadier général dans le cadre du massacre de Mỹ Lai lors de la guerre du Viêt Nam | [ 31 ]     |
| 49        |          | 1943               | William Allen Knowlton               | 1970              | 1974            | Général; vétéran de la Seconde Guerre mondiale et de la guerre du Viêt Nam, beau père de David Petraeus | [ 32 ]     |
| 50        |          | 1948               | Sidney Bryan Berry                   | 1974              | 1977            | Lieutenant général; vétéran de la guerre de Corée et de la guerre du Viêt Nam (où il est blessé deux fois) | [ 33 ]     |
| 51        |          | 1939               | Andrew Jackson Goodpaster            | 1977              | 1981            | Général; commandant de la 8e division d'infanterie (1961-1962), commandant suprême des forces alliées en Europe (1969-1974) | [ 34 ]     |
| 52        |          | 1948               | Willard Warren Scott Jr.             | 1981              | 1986            | Lieutenant général; commandant de la 25e division d'infanterie (1976-1978) et du 5e corps d'armée (1980-1981) | [ 35 ]     |
| 53        |          | 1956               | Dave Richard Palmer                  | 1986              | 1991            | Lieutenant général; instructeur à l'académie, historien militaire | [ 36 ]     |
| 54        |          | 1961               | Howard D. Graves                     | 1991              | 1996            | Lieutenant général; titulaire d'une bourse Rhodes, ingénieur militaire, commandant de l'United States Army War College (1987-1989) | [ 37 ]     |
| 55        |          | 1965               | Daniel William Christman             | 1996              | 2001            | Lieutenant général; quatre fois récipiendaire de la Defense Distinguished Service Medal | [ 38 ]     |
| 56        |          | 1971               | William James Lennox Jr.             | 2001              | 2006            | Lieutenant général; commandant adjoint de la 8e armée, doctorant en littérature de l'université de Princeton |            |
| 57        |          | 1971               | Franklin Lee Hagenbeck               | 9 juin 2006       | 18 juillet 2010 | Lieutenant général; commandant de la 10e division de montagne (2001-2003) |            |
| 58        |          | 1973               | David H. Huntoon                     | 19 juillet 2010   | 16 juillet 2013 | Lieutenant général; commandant de l'United States Army War College (2003-2008) | [ 39 ]     |
| 59        |          | 1975               | Robert L. Caslen                     | 17 juillet 2013   | 22 juin 2018    | Lieutenant général; président de l'université de Caroline du Sud (2019-2021) | [ 40 ]     |
| 60        |          | 1983               | Darryl A. Williams                   | 2 juillet 2018    | 26 juin 2022    | Lieutenant général; premier surintendant afro-américain de l'histoire de l'académie, gère la réponse américaine à l'épidémie de maladie à virus Ebola en 2016; commandant de l'United States Army Europe and Africa (2022-2024) | [ 41 ]     |
| 61        |          | 1990               | Steven W. Gilland                    | 27 juin 2022      |                 | Lieutenant général; commandant des cadets (2017-2019), commandant de la 2e division d'infanterie (2019-2019) | [ 42 ]     |